# جيف دولان
جيف دولان هو منافس ألعاب قوى كندي، ولد في 17 أبريل 1974 في Milden, Saskatchewan ‏ في كندا.